# German Tauber
German Tauber (* 31. August 1967) ist ein deutscher Automobilrennfahrer.

## Karriere
Tauber begann seine Karriere 1981 im Kartsport. 1992 nahm er beim 24-Stunden-Rennen am Nürburgring teil und bestritt Einsätze in der Deutschen Tourenwagen Challenge (DTC). 1993 fuhr er in mit einem privat eingesetzten BMW M3 in der DTM. 1994 startete er in der VLN, der er auch 1995 treu blieb. Von 2009 bis 2012 war er beim Tuner GP am Hockenheimring am Start.

## Statistik

### Karrierestationen
- ab 1981: Kartsport
- 1992: 24-Stunden-Rennen auf dem Nürburgring
- 1992: Deutsche Tourenwagen Challenge (DTC)
- 1993: Deutsche Tourenwagen-Meisterschaft
- 1994: VLN Langstreckenmeisterschaft Nürburgring
- 1995: VLN Langstreckenmeisterschaft Nürburgring
- 2009: Tuner GP
- 2010: Tuner GP
- 2011: Tuner GP
- 2012: Tuner GP
- 2018: RCN Rundstrecken Challenge Nürburgring